# Jacqueline Curtet
Pour les articles homonymes, voir Curtet.
Jacqueline Curtet, épouse Fréchet, dite Jacky Curtet, née le 9 mai 1955 à Toulouse, est une athlète française, spécialiste du saut en longueur.

## Biographie
Prénommée dans la vie courante Jacky, elle se classe troisième du saut en longueur lors de la Coupe d'Europe de 1975, à Nice. En 1977, elle remporte la médaille d'or des Universiades d'été de Sofia en Bulgarie, avec un saut à 6,38 m.
Elle remporte trois titres de championne de France en plein air en 1974, 1976 et 1978, ainsi que six titres de championne de France en salle en 1973, 1976, 1977, 1978, 1979 et 1981.
Elle établit à trois reprises le record de France du saut en longueur avec successivement 6,57 m en 1977, puis 6,58 m et 6,62 m en 1978. Elle a également été détentrice du record de France du relais 4 × 100 m.
Jacqueline est la fille d'Yvonne Curtet, qui a également remporté trois titres de championne de France du saut en longueur.

## Palmarès

### International
| Date | Compétition                    | Lieu            | Résultat | Épreuve          | Performance |
| ---- | ------------------------------ | --------------- | -------- | ---------------- | ----------- |
| 1975 | Coupe d'Europe des nations     | Nice            | 3e       | Saut en longueur | 6,36 m      |
| 1976 | Championnats d'Europe en salle | Munich          | 6e       | Saut en longueur | 6,25 m      |
| 1977 | Universiade                    | Sofia           | 1re      | Saut en longueur | 6,38 m      |
| 1977 | Championnats d'Europe en salle | Saint-Sébastien | 8e       | Saut en longueur | 6,19 m      |
| 1978 | Championnats d'Europe en salle | Milan           | 4e       | Saut en longueur | 6,44 m      |

### National
- Championnats de France d'athlétisme :
  - Plein air : vainqueur du saut en longueur en 1974, 1976 et 1978
  - Salle : vainqueur du saut en longueur en 1973, 1976, 1977, 1978, 1979 et 1981
  - Universitaires ASSU, en tant qu'étudiante à l'UER de sciences de Nice  : vainqueur en 1975 avec un saut de 6,12 m[2].

## Records
| Épreuve          | Épreuve   | Performance | Lieu   | Date            |
| ---------------- | --------- | ----------- | ------ | --------------- |
| Saut en longueur | Plein air | 6,62 m      | Paris  | 23 juillet 1978 |
| Saut en longueur | Salle     | 6,52 m      | Vittel | 11 février 1978 |

## Sources
- Docathlé 2003, pages 42, 43, 175, 214 et 397, FFA.